# Campeonato Paraibano Terceira Divisão 2021
In 2021 werd de derde editie van het Campeonato Paraibano Terceira Divisão gespeeld voor voetbalclubs uit de Braziliaanse staat Paraíba. De competitie werd georganiseerd door de FPF en werd gespeeld van 17 tot 26 november. Spartax werd kampioen.
De competitie werd pas voor het eerst sinds 1962 opnieuw gespeeld. Normaliter zou de competitie in 2020 opnieuw gespeeld worden, maar door de coronaciris in Brazilië werd dit met een jaar uitgesteld. Paraíba keerde na drie jaar afwezigheid terug naar het profvoetbal en Santos zelfs na 16 jaar. Miramar en Nacional de Pombal, die in 2019 uit de Segunda Divisão degradeerden namen uiteindelijk niet deel aan de competitie. 

## Eerste fase

### Groep Agreste/Sertão
| Plaats | Club    | Wed. | W | G | V | Saldo | Ptn. |
| ------ | ------- | ---- | - | - | - | ----- | ---- |
| 1.     | Spartax | 2    | 2 | 0 | 0 | 6:1   | 4    |
| 2.     | Paraíba | 2    | 1 | 0 | 1 | 5:2   | 2    |
| 3.     | Santos  | 2    | 0 | 0 | 2 | 1:9   | 0    |

|  | Kampioen, promotie naar Segunda Divisão |
|  | Promotie naar Segunda Divisão           |

### Kampioen
| Campeonato Paraibano de 2021 - Terceira Divisão |
| Paraíba                                         |
| ----------------------------------------------- |
| SPARTAX Kampioen (1° titel)                     |